# Rue Verderet
La rue Verderet est une voie du 16e arrondissement de Paris.

## Situation et accès
Elle commence rue d'Auteuil et finit rue du Buis. Elle longe la place de l'Église-d'Auteuil.
La rue est desservie par la ligne 10 à la station Église d'Auteuil.

## Origine du nom

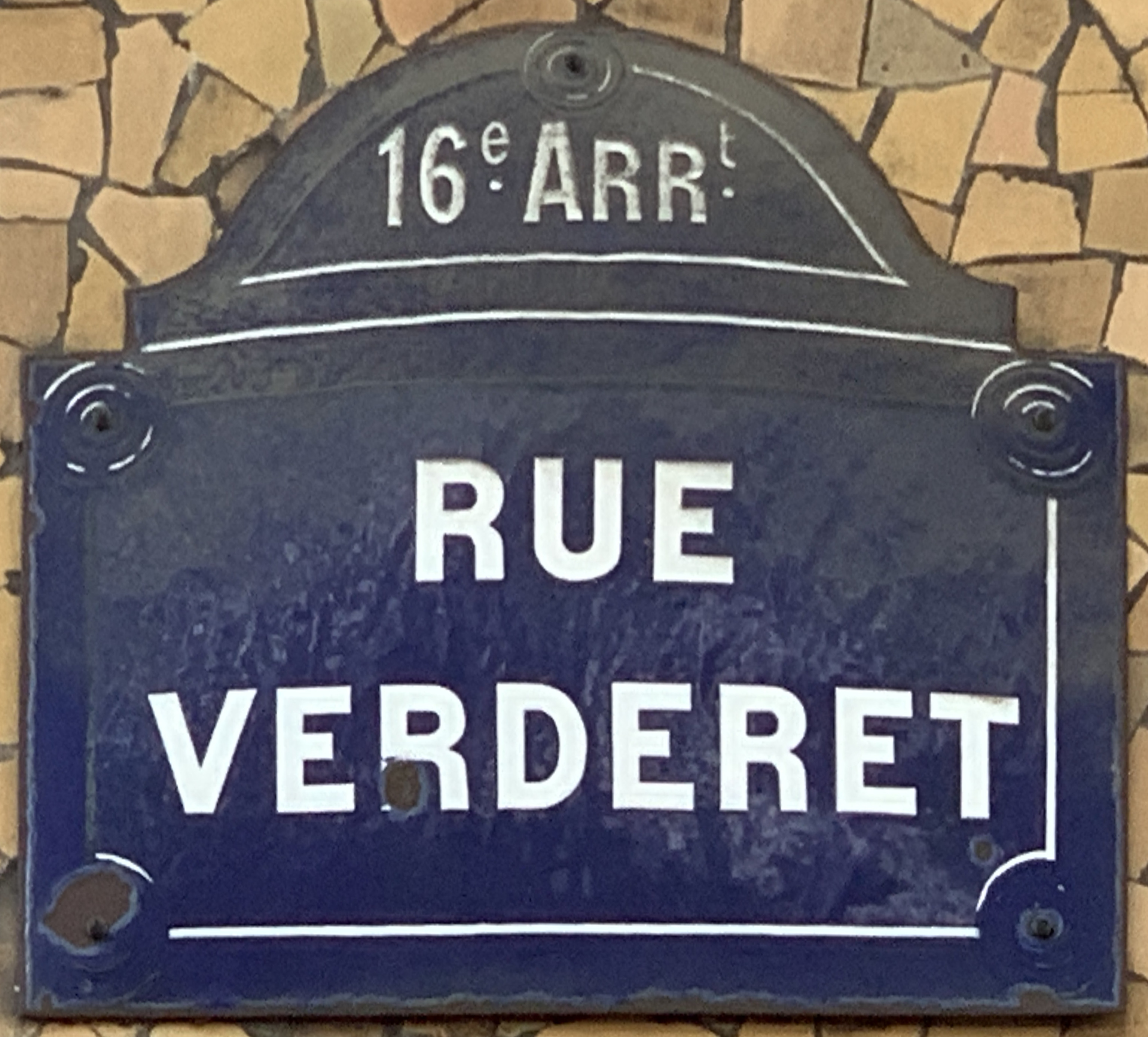
Plaque de la rue.

L’origine du nom est incertaine. Elle serait la déformation du nom d’un propriétaire s’appelant Mérodée.

## Historique
Cette voie de l'ancienne commune d'Auteuil s'appelait auparavant « rue Mérodée », « rue Merderée » au XVIIIe siècle puis « rue Merderet », avant son rattachement à Paris par décret du 23 mai 1863.
L’ouverture de la rue Chardon-Lagache a provoqué la destruction des vieilles maisons du côté impair.

## Bâtiments remarquables et lieux de mémoire
À l’intersection avec la rue du Buis, se tenait, au début du XVe siècle, le puits et le four banal. 

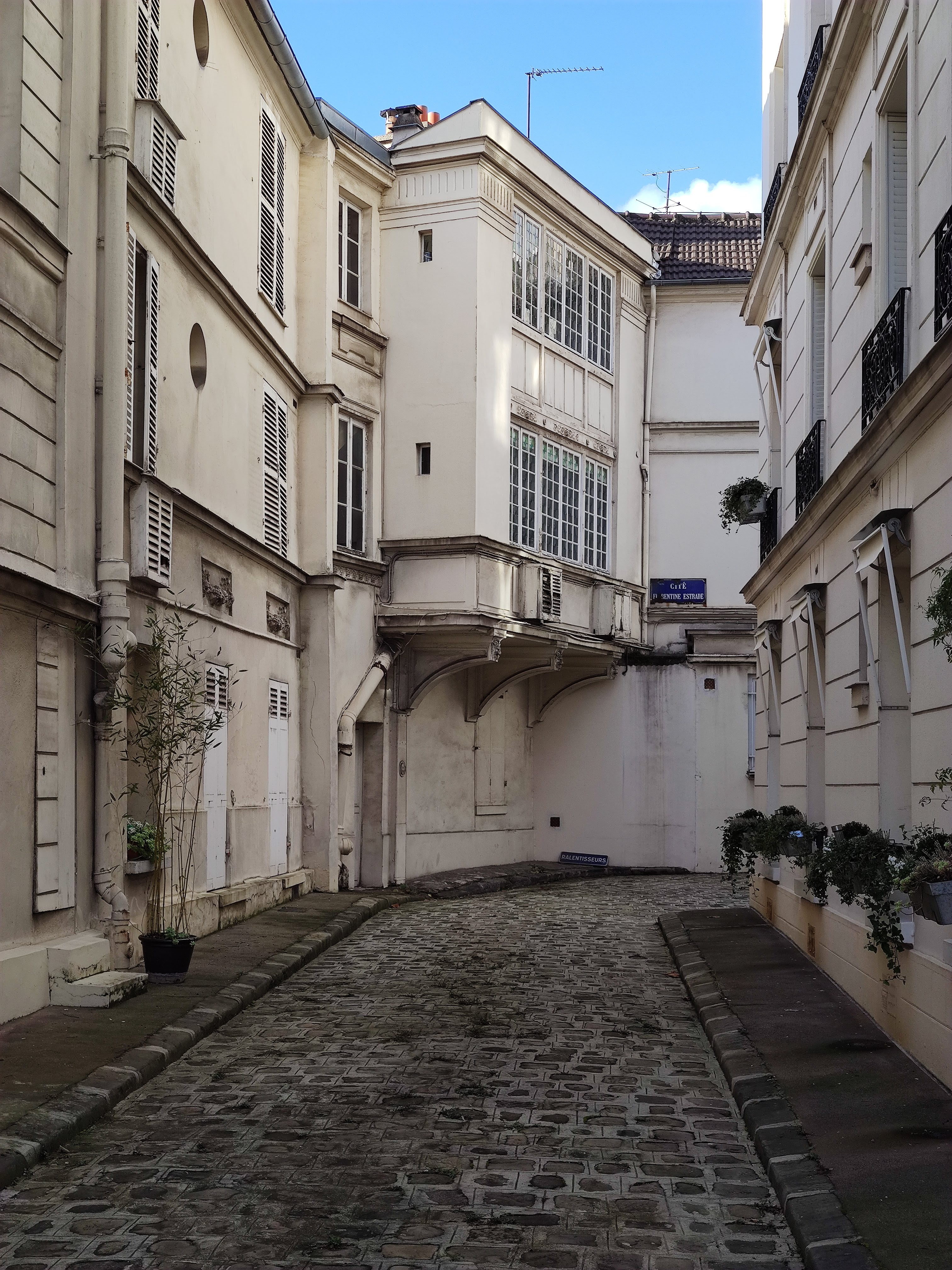
No 8 : cité Florentine-Estrade.

- No 8 : entrée de la cité Florentine-Estrade.